# Козловка (Донецкая область)
Козловка (укр. Козлівка) — село на Украине, расположенное в Новоазовском районе Донецкой области. Находится под контролем самопровозглашённой Донецкой Народной Республики.

## География
Расположено на реке Грузский Еланчик (на правом берегу).

#### Соседние населённые пункты по странам света
ССВ: Розы Люксембург, Седово-Василевка (все выше по течению Грузского Еланчика)
СЗ: Качкарское
СВ: Маркино
З: Патриотичное
В: —
ЮЗ: Самсоново
ЮВ: Обрыв
Ю: Гусельщиково, город Новоазовск (все ниже по течению Грузского Еланчика)

## Общие сведения
Код КОАТУУ — 1423610102. Почтовый индекс — 87606. Телефонный код — 6296.

## Население
- 1873 — 142 чел.
- 2001 — 114 чел. (перепись)

В 2001 году родным языком назвали:
- русский язык — 60 чел. (52,63 %)
- украинский язык — 54 чел. (47,37 %)

## Адрес местного совета
87600, Донецкая область, Новоазовский район, г. Новоазовск, ул. Гриценко, 92